# Меланхолия (картина Яцека Мальчевского)
Меланхолия (пол. Melancholia) — картина польского художника Яцека Мальчевского, представителя символизма.

## Описание картины
На картине представлена мастерская художника. Слева на заднем плане мы видим фигуру художника, сидящего за мольбертом, спиной к зрителю. Из холста вырывается в сторону окна многoлюдный хоровод, состоящий из мужчин, многие из них держат в руках сабли. Критики видят здесь представителей трёх поколений угнетённого польского народа: отряды польских вооружённых крестьян (косиньеров), участвовавших в восстании Костюшко, наполеоновские солдаты и повстанцы 1863 года, позже сосланные в Сибирь. Этот поистине дантовский ад, заключённый в четырёх стенах ателье Мальчевского, он подписал: «Пролог / Видение. Последняя эпоха в Польше». Пути нарисованных персонажей пересекаются в форме, напоминающей латинский крест. Не обращая друг на друга внимания, они почти вслепую бегут к открытому окну с правой стороны. За окном появляется таинственный силуэт женщины в чёрном платке. Она не смотрит на зрителя. Её внимание приковано к зелёной растительности сада за окном. Скорее всего, она является олицетворением одноимённой меланхолии и часто отождествляется с польской диаспорой, трауром и смертью.

## Интерпретация
Меланхолия представлена на этой картине как аллегория душевного состояния польского народа после потери независимости. В картине Яцека Мальчевского атмосфера апатии и беспомощности сопровождается ощущением силы и творческой мощи и даже призывом к активным действиям. Их воплощает, среди прочего, фигура художника перед мольбертом, показанная в динамичном и спонтанном акте творчества. Более того, присутствует и видение будущего, символизируемое светящимся пейзажем за окном, разделённым фигурой Меланхолии, стоящей на границе двух реальностей, взгляд которой направлен именно в далёкое пространство. Витальность сил природы контрастирует с душной атмосферой студии и хаосом шествия персонажей.
Картину Яцека Мальчевского, помимо её патриотического контекста, можно интерпретировать в более широком смысле. Она представляет символическое изображение борьбы человека с невзгодами, которые стоят на его пути и которые затрудняют или делают невозможным достижение желаемой цели. В этом контексте стоит подчеркнуть аналогию между тремя увековеченными поколениями и возрастом изображаемых фигур, которая образует триаду: юноши, зрелые мужчины и старики. Среди них есть представители села, интеллигенция, духовенство и даже художники и музыканты. Таким образом, «Меланхолия» становится символическим представлением Ванитас, как напоминание о быстротечности жизни и неизбежности смерти.